# Felix Köster
Karl Felix Köster, auch Carl Felix Köster (geboren am 2. Juni 1834; gestorben 1910) war ein deutscher Mediziner, Philologe, Historiker sowie Geheimer Sanitätsrat.

## Leben
Köster war seit 1867 als Stabsarzt a. D. als praktischer Arzt in Naumburg tätig. Er war als Sanitätsrat Vorstand des städtischen Archivs in Naumburg, wo er mehrere alte Annalen und Chroniken überarbeitete und herausgab und unter anderem Albert Köhler, den in Berlin tätigen Oberstabs- und Regimentsarzt des Garde-Kürassier-Regiments, bei seinen Recherchen zu den Beiträgen zur Geschichte des Schiesspulvers und der Geschütze unterstützte. Er stand in Briefkontakt zu dem Schriftsteller Edwin Bormann und gehörte der Freimaurerloge „Zu den 3 Hämmern“ im Orden Naumburg an, wo er 1876 als „Meister vom Stuhl“ bezeichnet wurde. Außerdem war er Ehrenmitglied der Loge Zur Eule auf der Warte in Eilenburg. Er veröffentlichte einige Schriften und Gedichte in der Freimaurer-Zeitung, darunter Dem Kaiser, Zur Trauer und Den Schwestern und die Sammlung Spruch- und Liederbuch für Freimaurer. Köster war zudem seit 1898 korrespondierendes Mitglied der Königlichen Akademie gemeinnütziger Wissenschaften zu Erfurt, an der er am 24. April 1901 einen Vortrag über die Persönlichkeit des Horaz in seinen Oden hielt.
Er war mit Helene (geborene Jung) aus Leipzig verheiratet, der Neurologe Georg Köster (1. September 1867–1932) war ihr gemeinsamer Sohn.
Möglicherweise war der Felix Köster, der als angehender Mediziner für den Augenarzt Adolf Gaston Eugen Fick im Sommersemester 1896 an der Universität Zürich einige Versuche über die Stäbchen- und Zapfensehschärfe des hell- und des dunkeladaptierten Auges durchführte, ebenfalls sein Sohn oder ein Verwandter. Die Arbeit war eigentlich als Doktorarbeit geplant und lag bereits in einer druckfertigen Ausarbeitung vor, als er Zürich verließ, ohne sein Studium dort zu beenden.

## Publikationen (Auswahl)
- Des Quintus Horatius Flaccus sämmtliche Dichtungen in neuem Gewande. Verlag von Albin Schirmer, Naumburg a/S 1870.
- Spruch- und Liederbuch für Freimaurer. Verlag von H. Sieling, Naumburg 1876.
- Die Lieder des Horaz in altem Versmaß mit Reimen. Perthes, Gotha 1895.

Als Herausgeber
- Paul Lang: Chronik des Bistums Naumburg und seiner Bischöfe – nach seiner im Städtischen Archiv befindlichen Handschrift. H. Sieling, Naumburg an der Saale 1891 (archiv.ub.uni-marburg.de).
- Nicolaus Krottenschmidt: Naumburger Annalen vom Jahre 1305 bis 1547. H. Sieling, Naumburg an der Saale 1891.
- Sixtus Braun: Naumburger Annalen vom Jahre 799 bis 1613, nach seiner im städtischen Archiv befindlichen Handschrift. Verlag H. Sieling, Naumburg an der Saale 1892, S. 3 (archive.org).